# Зельма Меербаум-Айзінґер
Зельма Меербаум-Айзінґер (нар. 5 лютого 1924, Чернівці — пом. 16 грудня 1942, в с. Михайлівка, (с. Михайлівка Гайсинського р-ну Вінницької обл.) — німецькомовна поетеса Буковини.

## Історія життя
Зельма була кузиною всесвітньо відомого німецькомовного поета Пауля Целана (обоє мали спільного прадіда по материнській лінії).
Вона народилася 5 лютого 1924 року в Чернівцях в бідній єврейській родині, помешкання якої знаходилось на околиці міста і складалося з єдиної кімнатки та маленької кухні, без електричного освітлення, води й каналізації. Її батько Макс Меербаум, який походив з буковинського села й під час Першої світової війни воював за цісаря в австро-угорському війську, невдовзі осів у Чернівцях, де орендував маленьку галантерейну крамничку. Після його ранньої смерті від туберкульозу в 1926 році мати Зельми Фріда вийшла заміж за Лео Айзінґера, чим пояснюється подвійне прізвище поетеси.
Зельма навчалася в єврейській гімназії Чернівців, була дуже товариською, багато читала, захоплювалася танцями й спортом, любила вилазки на природу. Завжди жвава, весела, вона немовби випромінювала радість життя.
Після окупації Чернівців німецькими військами влітку 1941 року її разом з батьками було загнано в чернівецьке ґетто, а згодом депортовано в «трудовий» табір у Трансністрії, звідки нікому з них вже не судилося повернутися.
Зельма померла 16 грудня 1942 року в селі Михайлівка від висипного тифу й голодного виснаження.

## Творчість
Увесь літературний доробок Зельми — це невеличкий альбом з віршами, написаними олівцем, на обкладинці якого був зображений букет квітів. В день депортації вона ще встигла вручити його комусь із знайомих із проханням передати його «своєму коханому Лейзеру Фіхману». Але оскільки Лейзер поклав собі за мету будь-що дістатися Палестини, то невдовзі він довірив ці вірші Зельминій подрузі Ельзі Шехтер, усвідомлюючи, що здійснення його наміру пов'язане з великим ризиком і по дорозі вірші могли б загубитися. Коли ж інша шкільна подруга Зельми — Рене Абрамович — наважилася після війни емігрувати до Ізраїлю, то вона взяла з собою й альбом Зельми, який потім багато років зберігала в сейфі одного ізраїльського банку, перш ніж ними зацікавився їхній колишній класний наставник, гімназіальний професор Герш Сеґал, який в 1976 році опублікував невеликим накладом ці поезії власним коштом під назвою «Квітковий збір» (нім. Blütenlese). Згодом це видання потрапило до рук німецького публіциста й літературознавця Юрґена Зерке, який був глибоко вражений обдаруванням юної поетеси і в 1980 році видав її вірші під заголовком «Я тугою огорнута: Поезії єврейської дівчинки до свого друга» (нім. Ich bin in Sehnsucht eingehüllt: Gedichte eines jüdischen Mädchens an seinen Freund) у гамбурзькому видавництві «Hoffmann und Campe» разом зі своїм есе «Історія одного відкриття». За короткий час книга стала літературною сенсацією.
Ліричний спадок Зельми Меербаум-Айзінґер налічує 57 віршів, серед них 5 перекладів — з їдишу (Іцик Манґер, Гальперн Лейвік), французької (Поль Верлен) та румунської (Дісчипол Міхня). Хоча вірші Зельми були написані нею у 15—17-річному віці, однак вони засвідчують доволі зріле літературне обдарування, що підтверджують оцінки ряду німецьких поетів (Стефан Гермлін, Карл Кролов, Улла Ган), які вважають її творчість невід'ємною частиною німецької літератури. Вірші Зельми Меербаум-Айзінґер широко знані у німецькомовному культурному просторі, багато з них покладені на музику. Однією з перших до Зельминої поезії звернулася австрійська композиторка Луна Алкалей, яка на початку 1980-х років створила кантату «Я тугою огорнута: Сценічні рефлексії до любовних віршів Зельми Меербаум».
21 квітня 2001 року в театрі німецького міста Фюрт відбулася прем'єра вистави «Зельма, або Подорож навколо столу» (нім. Selma, oder eine Reise um den Tisch, автори Ютта Чурда, Фред Апке й Гайнріх Гартль), яка роком пізніше була з успіхом зіграна німецькими акторами також на сцені Чернівецького обласного музично-драматичного театру імені Ольги Кобилянської, а 2008 року в німецькому місті Ессені відбулася прем'єра музичної казки «Дитя горищ. Ода Зельмі Меербаум-Айзінґер“ (нім. Windekind. Eine Ode an Selma Meerbaum-Eisinger) Германа ван Веєна (музика) та Еви Шурман (лібрето).
За останні роки в багатьох країнах світу було влаштовано безліч літературних вечорів, на яких звучали вірші Зельми, з'явилося також кілька компакт-дисків (звукових книг), на яких її вірші читають популярні німецькі актори – Мір'ям Геллер, Іріс Бербен, Герман ван Веєн. 31 березня 2011 року відома німецька актриса, президент Німецької Академії кіномистецтва Іріс Бербен виступила з читанням поезії Зельми у Єврейському домі Чернівців.

Поезія й доля Зельми знайшли своє відображення і в сфері образотворчого мистецтва – у малюнках відомого художника, уродженця Буковини Арнольда Даґгані, який під час війни перебував разом із Зельмою у Трансністрії і зробив там декілька ескізів олівцем. Нині ці малюнки зберігаються в ізраїльському меморіальному центрі «Яд Вашем». Низку картин на мотиви віршів Зельми створила сучасна німецька художниця Гельґа фон Льовеніх.

Вірші Зельми перекладені англійською, голландською, італійською, японською, українською мовами.

В Ізраїлі, в Тель-Авівському університеті, засновано «Фонд Зельми Меербаум-Айзінґер», куди стікаються всі надходження від видання та виконання її творів. Отримані у такий спосіб кошти спрямовуються на підтримку єврейських студентів.

В 2010 році німецькою «Федеральною спілкою молодих авторів» і «Товариством Арміна Т.Веґнера» було засновано літературну премію імені Зельми Меербаум-Айзінґер, яка присуджується наймолодшим письменникам, починаючи від шістнадцяти років.